# Ібіс реюньйонський
Ібіс реюньйонський (Threskiornis solitarius) — вид вимерлих птахів родини ібісових. Птахи заселяли ліси острова Реюньйон (раніше мав назву Бурбон). Через неточності на картинах голландських художників XVII—XVIII століть вид тривалий час вважали таким, що належить до складу підродини дронтів. Сучасні уявлення про таксономічну належність виду базуються на вивченні кісток цих птахів.

## Первісний опис
Дослідники XVII—XVIII століть, зокрема голландські моряки, описують великого, світлого, погано літаючого птаха з довгими ногами та шиєю, і порівняно великим, дещо зігнутим дзьобом. Покладаючись на не цілком точні малюнки, Жорж-Луї Бюффон включив цей вид до підродини дронтів. Через те, що птахи вели усамітнений спосіб життя, в згадках про нього часто трапляється слово solitarius, тож вид плутали з родрігеським дронтом. До кінця XX століття цей вид ібісів вважали реюньонським або білим дронтом.
Більш точний опис наводить Дюбуа. Він також позначає птахів словом solitarius, оскільки вони весь час тримаються поодинці. Вони розміром з велику гусаку, білі, з чорними верхівками крил і хвоста. Стернові пера нагадують пера страуса; шия довга, дзьоб, як у вальдшнепа (можливо, мався на увазі кулик-сорока — птах з масивнішим дзьобом), але більший, ноги майже такі, як у індика. Цей птах добре бігає, але літає дуже мало.
З цього опису випливає, що птах нагадував сучасного священного ібіса, але більшого і з обмеженими можливостями для польоту, що, ймовірно, було спричинено острівним способом життя. Однак рештки птаха тривалий час не знаходили, і було важко щось сказати про його анатомічні особливості. Неодноразово існування білого дронта ставилося під сумнів саме через те, що на стародавніх малюнках птах був зображений з неприродно довгим дзьобом, властивим родині ібісів, але не дронтам.

## Сучасні уявлення
У 1974 році на Реюньйоні були знайдені субфосильні кістки раніше невідомого птаха, якого відразу ж віднесли до лелекоподібних. У 1987 році птах був ідентифікований як вид, близький до лисого ібіса. За сучасними уявленнями, його включають до роду Threskiornis.

## Спосіб життя
Про спосіб життя Threskiornis solitarius є дуже мало відомостей. Дюбуа зазначає, що птахи жили в горах, уникаючи боліт (що нетипово для більшості ібісів). Споживали хробаків, яких видобували з пухкого ґрунту. Через слабкі здібності до польоту гніздилися, найімовірніше, на землі.

## Вимирання
Threskiornis solitarius зник у першій половині XVIII століття. Причиною вимирання, ймовірно, стало полювання, так як більшість мандрівників відзначали, що м'ясо птаха мало чудовий смак. Завезені на острів кішки, собаки і свині також негативно впливали на стан популяції, знищуючи гнізда ібісів (собаки, можливо, переслідували дорослих птахів). Уже до 1667 року птахи залишилися лише у високогірній частині острова, а між 1710 і 1715 роками, мабуть, зникли зовсім.